# Коновалов, Александр Иванович (химик)
Александр Иванович Конова́лов (30 января 1934, Казань — 4 мая 2021, там же) — российский и советский химик-органик, академик РАН. Лауреат Государственной премии СССР.

## Биография
В 1956 году окончил химический факультет Казанского государственного университета, где в 1957 году начал работать на кафедре органической химии, возглавляемой в то время академиком Б. А. Арбузовым. В 1963 году им была защищена кандидатская диссертация, посвященная исследованию реакции диенового синтеза.
Докторская диссертация А. И. Коновалова (1974 г.) посвящена исследованию механизма реакции Дильса-Альдера. В цикле работ А. И. Коновалова решена важнейшая фундаментальная проблема в области физической органической химии — установление факторов, определяющих реакционную способность аддендов в реакциях циклоприсоединения 2+2, 3+2 и 4+2 типа, которые являются одними из базовых процессов органической химии. В рамках единой закономерности описано изменение реакционной способности (констант скоростей реакций) реагирующих систем в колоссальном интервале (20 порядков), открыт «нейтральный» тип реакции диенового синтеза, что завершило классификацию этих реакций по донорно-акцепторному признаку. Ведущие ученые в России и за рубежом оценивают данное исследование как один из важнейших вкладов научной школы А. И. Коновалова в развитие физической органической химии.
С 1991 по 2001 год — директор ИОФХ им. А. Е. Арбузова. В 1990 г. был избран членом-корреспондентом, а в 1992 г. — действительным членом Российской академии наук. Член Президиума РАН, вице-президент АН Татарстана; вице-президент РХО им. Д. И. Менделеева; председатель научного Совета РАН по органической и элементоорганической химии, член редколлегий научных журналов «Успехи химии», «Известия АН. Сер. хим.», «Журнал общей химии», «Журнал органической химии», «Phosphorus, Sulfur and Silicon»; член международного Совета по гетероатомной химии, председатель Совета по защите диссертаций на соискание ученой степени доктора химических наук при КФУ, председатель комиссии по присуждению премии им. А. М. Бутлерова Российской академии наук.
Скончался 4 мая 2021 года. Похоронен на Арском кладбище Казани.

## Научная деятельность
Круг научных интересов А. И. Коновалова — реакционная способность и механизмы реакций органических и элементоорганических соединений, термодинамика сольватации и межмолекулярных взаимодействий, супрамолекулярная химия. Он является автором почти 1000 научных трудов, в том числе более 50 авторских свидетельств и патентов, ряд из которых внедрен в промышленность.
В результате термохимического исследования реакций циклоприсоединения и фосфорорганических соединений были установлены фундаментальные закономерности. позволившие развить расчетные методы термохимических характеристик реакции. На основе разработанного А. И. Коноваловым с сотрудниками метода определения энтальпий парообразования сложных органических соединений по термохимическим параметрам их сольватации дана термодинамическая характеристика большого числа фосфорорганических соединений и их реакций (теплоты парообразования, теплоты образования, теплоты реакций) — параметры, недоступные другим методам в применении к этим соединениям.
За цикл работ «Разработка теоретических основ химии неводных растворов и их практическое использование», в которых исследована термодинамика сольватации межмолекулярных взаимодействий в неводных растворителях, установлены количественные закономерности процессов, ему присвоено звание лауреата Государственной премии в области науки и техники (1987).
Фундаментальный вклад сделан А. И. Коноваловым с сотрудниками в исследование кислотности органических соединений в растворах в органических растворителях. Применение супрамолекулярной системы типа «гость-хозяин» (катион металла — криптанд) в качестве противоиона привело к созданию на единой основе универсальной ион-парной шкалы кислотности, применимой к растворителям любой полярности в приложении к соединениям с интервалом кислотных свойств (рКА) 5-40. Начиная с 1995 г. А. И. Коноваловым и сотрудниками начаты исследования в новейшей области химической науки — супрамолекулярной химии. Ими разработаны оригинальные методы получения замещенных каликсаренов, макроциклических соединений нового типа — объектов исследований в супрамолекулярной химии. К настоящему времени получен ряд фундаментальных результатов по молекулярному распознаванию, мембранному переносу, созданию ионных каналов, экстракционным процессам с участием супрамолекулярных систем. На основе фосфорорганичсских производных азотсодержащих гетероциклов создан эффективный стимулятор роста растений — «Мелафен», действующий в крайне низких концентрациях (10-10 %). Новый препарат получил медаль на выставке ВДНХ в 2003 г.
Результатом комплексных исследований явилось создание научных основ технологической переработки возобновляемого растительного сырья (амарант, люпин) с целью выделения биологически важных веществ и пищевых компонентов: пектинов, белков и т. д.
Эти разработки защищены 12 патентами РФ и в настоящее время находятся на стадии внедрения.

## Педагогическая деятельность
С 1964 года читал лекции по курсу органической химии, теоретическим основам органической химии, кинетике органических реакций.
С 1974 по 1999 год — заведующий кафедрой органической химии КГУ, где подготовил 52 кандидата и 4 доктора наук.
С 1979 по 1990 год — ректор Казанского государственного университета. В эти годы осуществилось строительство УНИКСа — спортивно-культурного комплекса КГУ, имеющего важное значение в жизни университета.

## Общественная деятельность
- 1982—1990 — председатель Совета ректоров вузов Татарстана
- 1985—1995 — член административного совета Международной ассоциации университетов

Был депутатом Верховного Совета СССР последнего созыва и членом Межрегиональной депутатской группы.

## Награды
Российские
- Орден «За заслуги перед Отечеством» III степени (2004 год) — за большой вклад в развитие отечественной науки, подготовку высококвалифицированных специалистов и активную общественную деятельность[3].
- Орден «За заслуги перед Отечеством» IV степени (1995 год) — за  заслуги  перед  государством  и многолетний добросовестный труд[4]
- Орден Почёта (2010 год) — за достигнутые трудовые успехи и многолетнюю добросовестную работу[5].
- Медаль «В память 1000-летия Казани» (2005 год)[6].

Советские
- Орден Трудового Красного Знамени (1979 год) — за заслуги в подготовке высококвалифицированных специалистов для народного хозяйства и развитии науки[7].
- Орден Дружбы народов (1984 год) — за заслуги в подготовке квалифицированных специалистов, развитии научных исследований и в связи с пятидесятилетием со дня рождения[8].
- Медаль «За доблестный труд. В ознаменование 100-летия со дня рождения Владимира Ильича Ленина» (1970 год)[9].

Татарстанские
- Орден «За заслуги перед Республикой Татарстан» (2014 год) — за значительный вклад в развитие приоритетных направлений науки, подготовку высококвалифицированных специалистов, активную научно-исследовательскую и общественную деятельность[10].
- Медаль «100 лет образования Татарской Автономной Советской Социалистической Республики» (2021 год)[11].
- Благодарность президента Республики Татарстан (2019 год)[12].

Научные премии, медали
- Государственная премия СССР в области науки и техники (1987 год) — за цикл работ «Разработка теоретических основ химии неводных растворов и их практическое использование»[13]
- Государственная премия Республики Татарстан в области науки и техники (2008 год) — за работу «Супрамолекулярные системы на основе каликсаренов»[14].
- Международная премия имени В. В. Марковникова (2020 год) — за выдающийся вклад в области органической химии[15].
- Премия «Триумф» (2005 год) в номинации «Химия и науки о материалах»[16].
- Премия имени Н. Д. Зелинского (2008 год) — за цикл работ «Реакция Дильса-Альдера. Реакционная способность диен-диенофильных систем. Влияние внутренних и внешних факторов»[17].
- Золотая медаль имени А. М. Бутлерова (2013 год) — за выдающиеся работы в области органической химии[18].
- Золотая медаль имени Д. И. Менделеева (2003 год) — за серию работ в области физико-органической и супрамолекулярной химии[19].
- Золотая медаль Академии наук Республики Татарстан «За достижения в науке» (2013 год)[20].